# 桂花公园站
桂花公园站位于中华人民共和国湖南省长沙市天心区桂花路与曙光中路交叉口地下，是长沙地铁3号线的地铁车站，2020年6月28日开通运营。

## 车站周边
- 桂花公园
- 长沙市中级人民法院
- 曙光路